# Рождество Богородично (Мътница)
„Рождество Богородично“ или „Света Богородица Гумера̀“ (на гръцки: Ιερά Μονή Γενεσίου Θεοτόκου, Παναγία Γουμερά) е православен женски манастир във валовищкото село Мътница (Макриница), Егейска Македония, Гърция, част от Валовищката епархия.

## Местоположение
Манастирът е разположен на километър северно над село Мътница, в южните склонове на Беласица.

## История
Основан е на Петдесетница, неделя 6 юни 1971 година от базирания в Атина понтийски силогос „Света Богородица Гумера“ и митрополит Йоан Валовищки. Носи името на историческия манастир от X век в Халдия, Понт „Света Богородица Гумера“. В него са пренесени ценностите от понтийския манастир - евангелие, преносима икона на Света Богородица и свети мощи. Католиконът на манастира е еднокорабна куполна базилика.